# ریچارد گودبادی
ریچارد گودبادی (انگلیسی: Richard Goodbody; ۱۲ آوریل ۱۹۰۳ – ۲۹ آوریل ۱۹۸۱) فرد نظامی اهل بریتانیا بود. وی همچنین برندهٔ جوایزی همچون نشان حمام و نشان امپراتوری بریتانیا شده‌است.